# Platyphylax frauenfeldi
Platyphylax frauenfeldi är en nattsländeart som först beskrevs av Brauer 1857.  Platyphylax frauenfeldi ingår i släktet Platyphylax och familjen husmasknattsländor. Inga underarter finns listade i Catalogue of Life.